# Marko Markow

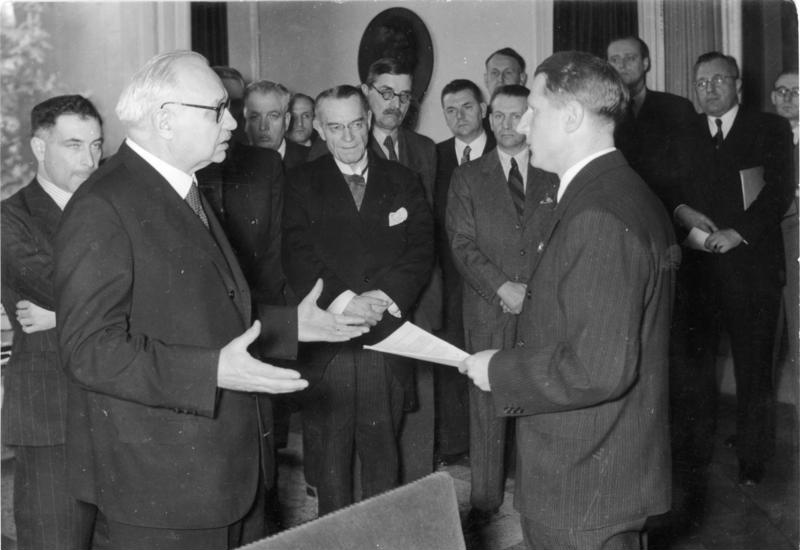
Dr Markow na spotkaniu członków Międzynarodowej Komisji z ministrem zdrowia Rzeszy w Berlinie, 1943 r. (Dr Markow stoi 7. od prawej)

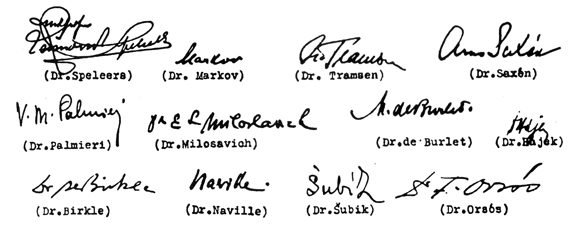
Podpis dr. Markowa pod protokołem końcowym Międzynarodowej Komisji Katyńskiej, 1943 r.

Marko Markow (ur. 1901 w Nowej Zagorze, zm. 1967) – bułgarski doktor medycyny sądowej.

## Życiorys
Był jednym z dwunastu lekarzy, którzy w kwietniu 1943 r. udali się w składzie Międzynarodowej Komisji do Katynia, aby osobiście dokonać sekcji zwłok zamordowanych polskich oficerów i ustalić czas popełnienia zbrodni. Wówczas był sygnatariuszem raportu, który obciążał Rosjan za dokonanie tej zbrodni. 
W 1945 r., w kilka miesięcy po zajęciu Bułgarii przez wojska sowieckie, dr Markow został aresztowany, sądzony przed sądem ludowym jako "wróg ludu" za swój udział w międzynarodowej komisji ds. Katynia i skazany przez tzw. Sąd Ludowy na karę śmierci za “kolaborację” z Niemcami. Do czasu aresztowania był docentem w sofijskim Instytucie Medycyny Sądowej. Powodem aresztowania było uczestnictwo dr. Markowa w pracach Komisji Międzynarodowej w Katyniu i jego podpis złożony pod protokołem końcowym obwiniającym ZSRR o zbrodnię na polskich oficerach. Dr Markow został zmuszony do złożenia fałszywych oświadczeń, według których Niemcy mieli go zmusić do złożenia podpisu pod tym dokumentem. W zamian za kolaborację z reżimem komunistycznym w Bułgarii anulowano wyrok śmierci wydany na niego w 1945 r. i umożliwiono mu kontynuację kariery zawodowej (później został mianowany profesorem). Rosjanie wykorzystali go również w swojej kampanii propagandowej podczas procesu norymberskiego, kiedy zmusili go w 1946 r. do złożenia niezgodnych z prawdą zeznań, obciążających Niemców winą za mord katyński. 
Amerykanie usiłowali nakłonić w 1951 i 1952 r. prof. Markowa do złożenia zeznań przed senacką komisją ds. Katynia, wysyłając do niego zwykłą pocztą list, który został przeczytany przez bułgarskie służby specjalne, a następnie dostarczony Markowowi. Markow, nie mając możliwości wyjazdu z Bułgarii i obawiając się o los swój i swojej rodziny, na dodatek wiedząc, że list został wcześniej przeczytany przez bułgarskie służby bezpieczeństwa, nie miał żadnego wyboru i musiał go dostarczyć właściwym organom.